# Борго Мадона-Њола (Ферара)
Борго Мадона-Њола (итал. Borgo Madonna-Gnola) је насеље у Италији у округу Ферара, региону Емилија-Ромања.
Према процени из 2011. у насељу је живело 32 становника. Насеље се налази на надморској висини од 6 м.